# Detroit (Alabama)

Miasto Detroit w stanie Alabama i hrabstwie Lamar

Detroit – miasto w stanie Alabama w hrabstwie Lamar w Stanach Zjednoczonych.

## Demografia
- Powierzchnia: 3,5 km²
- Ludność: 225 (2023)[1]
- Gęstość zaludnienia: 64,3 os./km²